# 조선의 조계
조선의 조계(朝鮮의 租界)는 조선말기에 조선내 각 지역에 설치되었던 열강의 조계지역을 말한다. 조선 조계지에서 가장 큰 비중을 설치한 열강은 일본이었으며, 청과 그 밖의 서양 여러나라들의 조계가 조선내 주요 도시에 설치되었다. 나중에 조선-대한제국에 대해 배타적인 이권을 확립하게 된 일본은 결국 한국을 강제합병한 이후에는 조선내에 있던 조계를 조선이 일본영토로 편입된 사실을 근거로 해제시켰다.

## 조계가 설치된 지역
- 부산 조계
- 인천 조계-인천각국조계
- 마산 조계
- 원산 조계
- 군산 조계
- 목포 조계